# Jennifer Ehle
Jennifer Ehle [ˈd͡ʒɛnɪfɚ ˈiːli], née le 29 décembre 1969 à Winston-Salem, en Caroline du Nord, aux (États-Unis), est une actrice américano-britannique.
Elle a obtenu deux fois le Tony Award. Son rôle le plus connu est celui d'Elizabeth Bennet dans la série télévisée Orgueil et Préjugés (1995), tirée du roman du même nom de Jane Austen.

## Biographie

### Jeunesse & débuts
Jennifer Anne Ehle née le 29 décembre 1969 à Winston-Salem, en Caroline du Nord, aux (États-Unis), est la fille unique de l'écrivain américain John Ehle (en) et de l'actrice britannico-américano-roumaine Rosemary Harris. Elle est d’ascendance roumaine, par sa grand-mère maternelle allemande,. Elle fait ses débuts sur scène à quatre ans lors d'une reprise théâtrale d'Un tramway nommé Désir, dans lequel sa mère jouait le rôle de Blanche DuBois. Elle passe son enfance entre la Grande-Bretagne et les États-Unis en raison des engagements de carrière de sa mère et fréquente dix-huit écoles différentes, d'abord Queen's College, un établissement privé d'Harley Street à Londres, puis des établissements secondaires en Caroline du Nord, à New York, Santa Monica, et un pensionnat dans le Michigan, ce qui, estime-t-elle, la rendit « très adaptable ». Elle a été élevée en grande partie à Asheville, en Caroline du Nord. À quinze ans, alors qu'elle aspire à devenir écrivain comme son père, elle entame une spécialisation en théâtre, alors que de son propre aveu, elle « n'avait jamais joué auparavant », mais a apprécié l'expérience.
Elle s'installe finalement à Londres et étudie l'art dramatique, après la University of North Carolina School of the Arts en Caroline du Nord, à la Central School of Speech and Drama, où elle prend l'accent anglais à vingt ans, et est remarquée par Sir Peter Hall.

## Carrière

### Débuts et premier rôle important
Jennifer Ehle fait ses débuts professionnels au théâtre dans une production de Tartuffe par la compagnie théâtrale de Peter Hall, joué au West End en 1991. Après avoir abandonné la Central School, Peter Hall la retient, en 1992, pour une adaptation de The Camomile Lawn, un roman de Mary Wesley, dans lequel elle et sa mère interprètent le même personnage à des âges différents. Cette histoire, produite par Channel 4 en Grande-Bretagne, est une mini-série en cinq parties traitant de la vie et des amours d'une famille de cousins, de 1939 à nos jours. The Camomille Lawn a beaucoup fait parler dans les tabloïds au moment de sa diffusion en raison de scènes de nudité et de sexe, notamment entre son personnage et celui incarné par Toby Stephens, avec qui elle avait une relation à l'époque. Ehle dira plus tard de cette expérience qu'elle « était trop jeune pour porter le rôle » et était « physiquement malade après le tournage de certaines scènes », ajoutant qu'elle était étonnée par la réaction des gens et qu'elle avait eu un choc en voyant une photo d'elle seins nus dans le journal, mais que sa mère adopta une attitude différente en lui disant « comme c'est génial d'être un symbole de quelque chose d'aussi merveilleux que le sexe ».
Par la suite, elle enchaîne les rôles et fait ses débuts au cinéma dans le film Backbeat : Cinq Garçons dans le vent, dans lequel elle interprète Cynthia Powell, la première épouse de John Lennon. Elle tourne également dans un téléfilm français, La Récréation, avec Madeleine Robinson.

### La consécration avecOrgueil et Préjugés
Sa carrière prend un tournant grâce à son interprétation du rôle d'Elizabeth Bennet dans Orgueil et Préjugés, le téléfilm de la BBC en 1995, adapté du roman éponyme de Jane Austen dans lequel elle partage la vedette avec Colin Firth, avec lequel elle a eu une brève relation avant de se séparer avant la diffusion. La mini-série rencontre un énorme succès au Royaume-Uni et aux États-Unis et vaut à l'actrice de recevoir le BAFTA de la meilleure actrice. Toutefois, la jeune actrice ne veut pas capitaliser le succès de son rôle d'Elizabeth Bennet et refuse les interviews.
Après un court passage à la Royal Shakespeare Company, à Stratford Upon Avon, elle obtient son premier grand rôle dans le film Paradise Road, interprétant une prisonnière de guerre aux côtés de Glenn Close, Cate Blanchett, Frances McDormand et Julianna Margulies. Peu à peu, on l'aperçoit dans d'autres productions cinématographiques tels qu'Oscar Wilde, dans lequel elle prête ses traits à l'épouse de l'écrivain, Des chambres et des couloirs et Sunshine, drame retraçant le destin de trois générations d'une famille juive hongroise où elle interprète l'épouse d'un avocat hongrois, joué par Ralph Fiennes. Sa mère Rosemary Harris joue une version plus âgée du même personnage.
Elle poursuit une carrière à la fois sur scène et à l'écran, obtenant un accueil très favorable de la critique et un Tony Award en tant qu'actrice principale pour ses débuts en 2000 à Broadway dans The Real Thing, de Tom Stoppard, qui marque son retour aux États-Unis,. Sa mère est également nommée pour la même récompense cette année-là, pour Waiting in the Wings,.
Même lorsqu'elle commença à être remarquée au théâtre à Broadway, en 2000, ou au cinéma dans Wilde avec Stephen Fry et Possession en compagnie de Gwyneth Paltrow, elle fuyait la publicité [réf. nécessaire].
Après une interruption de trois ans pour se consacrer à sa vie avec son époux, elle retourne à la scène en 2005 dans une reprise de The Philadelphia Story à l’Old Vic, face à Kevin Spacey. L'année suivante, elle joue Lady Macbeth dans Macbeth dans le cadre de The Shakespeare in the Park. Elle obtient un second Tony Award pour son interprétation de trois personnages du triptyque The Coast of Utopia de Tom Stoppard, qui se joue d'octobre 2006 à mai 2007. Ses films les plus récents comptent Before the Rains, une coproduction américano-indienne dirigée par Santosh Sivan, et Le Prix de la loyauté, avec Edward Norton et Colin Farrell. En 2008, elle joue dans un téléfilm de CBS, The Russell Girl.
En août 2009, il a été annoncé que Jennifer Ehle jouerait le rôle de Catelyn Stark dans la série télévisée Le Trône de fer produite par HBO, d'après la série de livres fantastiques de George R. R. Martin. Bien qu'ayant tourné l'épisode pilote, elle a décidé qu'il était trop tôt pour reprendre le travail après la naissance de sa fille, le rôle a finalement été attribué à Michelle Fairley,,.
Elle tient le rôle de Mirtle Logue dans Le Discours d'un roi, sorti en 2010 sur le plateau duquel elle a retrouvé, quatorze ans après Orgueil et Préjugés, Colin Firth, qui joue George VI. En 2010, Jennifer Ehle tient l'un des deux rôles principaux, aux côtés de John Lithgow, dans Mr. & Mrs. Fitch présenté par Second Stage Theatre.
En 2011, elle tient le rôle du docteur Ally Hextall dans le thriller Contagion de Steven Soderbergh et tient le rôle du docteur Anna Paul dans la série télévisée A Gifted Man, dans lequel son personnage, devenu un fantôme, rend visite à son ex-mari en lui demander d'aider un centre de santé communautaire d'un quartier modeste.
En 2012, elle incarne un agent de la CIA dans le thriller acclamée par la critique mais controversé Zero Dark Thirty de Kathryn Bigelow, relatant la traque d'Oussama ben Laden. En 2014, elle interprète le rôle de Liz Kline dans le reboot de RoboCop. L'année suivante, elle prête ses traits à la mère d'Anastasia Steele dans le drame Cinquante nuances de Grey, adapté du roman éponyme, rôle qu'elle accepté afin de tourner sous la direction de la réalisatrice Sam Taylor-Johnson et intègre le casting de MI-5, adaptation cinématographique de la série éponyme. Entre-temps, elle apparaît comme guest-star dans deux épisodes de la série The Blacklist.
En 2016, elle est à l'affiche du drame Brooklyn Village, dans lequel elle incarne une psychiatre et médiatrice mariée à un acteur qui hérite de l'appartement paternel à Brooklyn et de la boutique en dessous. Le film remporte le Grand Prix du Festival de Deauville. Auparavant, elle tient un rôle secondaire dans le drame The Fundamentals of Caring, diffusé sur Netflix et dans lequel elle partage l'affiche avec Paul Rudd et Selena Gomez.

## Vie privée
Elle se marie le 29 novembre 2001 avec un écrivain américain, né comme son père en Caroline du Nord, Michael Ryan. Ils ont deux enfants : un fils, George, né en février 2003 et une fille, Talulah, née en mars 2009. La famille vit à New York.
Tenant à protéger sa vie privée, elle envisage un temps d'arrêter de travailler après The Real Thing, pensant difficile de mener une carrière artistique et d'avoir une véritable vie familiale[réf. nécessaire].

## Filmographie
Sauf indication contraire, les informations mentionnées dans cette section peuvent être confirmées par la base de données cinématographiques IMDb,  présente dans la section « Liens externes ».

### Cinéma
- 1994 : Backbeat : Cinq Garçons dans le vent (Backbeat) d'Iain Softley : Cynthia Powell
- 1997 : Oscar Wilde (Wilde) de Brian Gilbert : Constance Lloyd Wilde
- 1997 : Paradise Road de Bruce Beresford : Rosemary Leighton-Jones
- 1998 : Des chambres et des couloirs (Bedrooms and Hallways) de Rose Troche : Sally
- 1999 : Sunshine d'István Szabó : Valerie Sonnenschein
- 1999 : Mariage à l'anglaise (This Year's Love) de David Kane : Sophie
- 2002 : Possession de Neil LaBute : Christabel LaMotte
- 2005 : The River King (en) de Nick Willing : Betsy Chase
- 2006 : Alpha Male de Dan Wilde : Alice Ferris
- 2008 : Le Prix de la loyauté (Pride and Glory) de Gavin O'Connor : Abby Tierney
- 2008 : Before the Rains de Santosh Sivan : Laura
- 2009 : Pour l'amour de Bennett (The Greatest) de Shana Feste : Joan
- 2010 : Le Discours d'un roi (The King’s Speech) de Tom Hooper : Myrtle Logue
- 2011 : L'Agence (The Adjustment Bureau) de George Nolfi : barmaid du Brooklyn Ice House
- 2011 : Contagion de Steven Soderbergh : Ally Hextall
- 2011 : Les Marches du pouvoir (The Ides of March) de George Clooney : Cindy Morris
- 2012 : Zero Dark Thirty de Kathryn Bigelow : Jessica
- 2014 : RoboCop de José Padilha : Liz Kline
- 2014 : Black or White de Mike Binder : Carol Anderson
- 2014 : L'Affaire Monet (The Forger) de Philip Martin : Kim Cutter
- 2014 : Les Jardins du Roi (A Little Chaos) d'Alan Rickman : Madame de Montespan
- 2015 : Advantageous de Jennifer Phang : Isa Cryer
- 2015 : Cinquante nuances de Grey (Fifty Shades of Grey) de Sam Taylor-Johnson : Carla May Wilks
- 2015 : MI-5 Infiltration (Spooks: The Greater Good) de Bharat Nalluri : Geraldine Maltby
- 2016 : Brooklyn Village (Little Men) d'Ira Sachs : Kathie Jardine
- 2016 : The Fundamentals of Caring de Rob Burnett : Elsa
- 2016 : Emily Dickinson, A Quiet Passion (A Quiet Passion) de Terence Davies : Vinnie Dickinson
- 2017 : Cinquante nuances plus sombres (Fifty Shades Darker) de James Foley : Carla Wilks (uniquement dans la version longue)
- 2017 : Detroit de Kathryn Bigelow : Le médecin-légiste (non créditée)
- 2017 : Wetlands d'Emanuele Della Valle : Kate
- 2017 : Monster d'Anthony Mandler : Katherine O'Brien
- 2017 : Chasseuse de géants (I Kill Giants) d'Anders Walter : Mme Thorson
- 2018 : Cinquante nuances plus claires (Fifty Shades Freed) de James Foley : Carla Wilks
- 2018 : Come as You Are (The Miseducation of Cameron Post) de Desiree Akhavan : docteur Lydia Marsh
- 2018 : Take Point de Kim Byeong-u : Agent Mackenzie
- 2018 : Vox Lux de Brady Corbet : Josie
- 2019 : The Wolf Hour de Alistair Banks Griffin : Margot
- 2019 : The Professor and the Madman de Farhad Safinia : Ada Murray
- 2021 : Le Monde de John (John and the Hole) de Pascual Sisto : Anna
- 2022 : She Said de Maria Schrader : Laura Madden
- 2025 : East of Wall de Kate Beecroft : Tracey

### Télévision

#### Séries télévisées
- 1992 : The Camomile Lawn : Calypso jeune (4 épisodes)
- 1992 : Les Aventures du jeune Indiana Jones (The Young Indiana Jones Chronicles) : l’impératrice Zita d'Autriche (1 épisode)
- 1993 : Performance : Phyllis (1 épisode)
- 1995 : Orgueil et Préjugés (Jane Austen’s Pride and Prejudice) : Elizabeth Bennet (6 épisodes)
- 1997 : Melissa : Melissa McKensie (5 épisodes)
- 2011-2012 : A Gifted Man : Anna Paul (16 épisodes)
- 2013 : Low Winter Sun : Susan (1 épisode)
- 2014-2015 : Blacklist (The Blacklist) : Madeline Pratt (2 épisodes)
- 2018 : The Looming Tower : l'ambassadrice Barbara Bodine (3 épisodes)
- 2020 : The Comey Rule : Patrice Comey, épouse de James Comey (4 épisodes)
- 2022 : 1923 : Sœur Mary
- 2023 - 2024 : Opérations Spéciales : Lioness : Mason

#### Téléfilms
- 1993 : Rik Mayall Presents... Micky Love de Nick Hamm : Tamsin
- 1994 : La récréation de Nicolas Ribowski : Nadine
- 1994 : Self Catering de Robin Lefevre : Meryl
- 1994 : Pleasure de Ian Sharp : Emma Desneuves
- 1995 : Beyond Reason de Jim O'Brian : Penny McAllister
- 2008 : The Russell Girl de Jeff Bleckner : Lorraine Morrissey

## Théâtre
- Laundry and Bourbon Festival d'Édimbourg
- 1991 : Tartuffe Peter Hall Company : Elmire
- 1992 : Breaking the Code au Triumph Productions tour : Pat Green
- 1995-1996 : Richard III au Royal Shakespeare Company : Lady Anne
- 1995-1996 : Painter of Dishonour au Royal Shakespeare Company : Serafina
- 1995-1996 : The Relapse au Royal Shakespeare Company : Amanda
- En juin 1999 à juillet 1999 : The Real Thing au Donmar Warehouse : Annie
- En septembre 1999 à octobre 1999 : Summerfolk au National Theatre : Varvara Mikhailovna
- Du 13 janvier 2000 au 18 mars 2000 : The Real Thing au Albery Theatre : Annie
- Du 29 mars 2000 en août 2000 : The Real Thing au Barrymore Theater : Annie
- Février 2001 : Design for Livin au American Airlines Theatre/Roundabout Theatre Company : Gilda
- Du 3 mai 2005 au 23 juillet 2005 : The Philadelphia Story au Old Vic : Tracy Lord
- Juin 2006 : Macbeth au Delacorte Theater, Shakespeare in the Park : Lady Macbeth
- Novembre 2006 : Voyage au Vivian Beaumont Theater : Liubov Bakunin
- Décembre 2006 : Shipwrecked au Vivian Beaumont Theater : Natalie Herzen
- De novembre 2006 à mai 2007 : The Coast of Utopia au Vivian Beaumont Theater
- Février 2007 : Salvage au Vivian Beaumont Theater : Malwida von Meysenbug
- du 11 juillet 2016 au 28 août 2016 : Oslo au Mitzi E. Newhouse Theater : Mona Juul [2]
- du 13 avril 2017 au 16 juillet 2017 : Oslo au Vivian Beaumont Theater : Mona Juul

## Distinctions
Cette section récapitule les principales récompenses et nominations obtenues par Jennifer Ehle. Pour une liste plus complète, se référer à l'Internet Movie Database.

### Récompenses
- British Academy Television Award de la meilleure actrice pour Orgueil et Préjugés en 1996
- Tony Award de la meilleure actrice dans une pièce pour The Real Thing en 2000
- Satellite Award de la meilleure actrice dans un film dramatique pour Sunshine en 2001
- Tony Award de la meilleure actrice de second rôle dans une pièce pour The Coast of the Utopia en 2007
- Screen Actors Guild Award de la meilleure distribution pour Le Discours d'un roi en 2011

### Nominations
- British Academy Film Award de la meilleure actrice dans un second rôle pour Oscar Wilde en 1998
- Prix Génie de la meilleure actrice pour Sunshine en 2000
- Laurence Olivier Award de la meilleure actrice pour The Real Thing en 2000
- GFCA Award de la meilleure actrice dans un second rôle pour Zero Dark Thirty en 2013

## Voix francophones
En France, Jennifer Ehle est régulièrement doublée par Anne Rondeleux.
Au Québec, c'est Valérie Gagné qui est sa voix francophone régulière.